# Spring Break (South Park)
«Spring Break» es el sexto y último episodio de la vigésimo sexta temporada de la serie de televisión animada estadounidense South Park, y el episodio 325 de la serie en general. Se estrenó en Comedy Central el 29 de marzo de 2023.
La trama del episodio se centra en el maestro de cuarto grado, el Sr. Garrison, quien «cae en viejos hábitos» cuando regresa a su anterior personalidad de presidente de los Estados Unidos. Mientras tanto, Randy Marsh organiza una fiesta en Tegridy Farms en un intento de inculcar ideales de masculinidad a su hijo, Stan, y al hacerlo, recluta a Alonzo Fineski, un traficante sexual que satiriza al ex-kickboxer e influencer ultraderechista británico Andrew Tate.

## Trama
El Sr. Garrison reserva un viaje a Myrtle Beach, Carolina del Sur con su novio Rick para las vacaciones de primavera, pero a Rick le preocupa que Garrison pueda encontrar tentaciones de su pasado. Garrison insiste en que simplemente quiere disfrutar de las vacaciones.
Con su esposa Sharon y su hija Shelly de vacaciones en Santa Fe, Randy anticipa pasar la semana con su hijo Stan, quien invita a su vecino Tolkien Black a jugar Warhammer 40 000. Randy considera que el juego es una pérdida de tiempo y dice que las vacaciones de primavera se pasan mejor con concursos de camisetas mojadas y luchas femeninas bajo el lodo. Lamenta que la sociedad liberal haya patologizado la masculinidad como «tóxica». Entonces Randy organiza una alocada fiesta con la ayuda de un gerente de strippers, sin saber que es un traficante sexual buscado llamado Alonzo Fineski. Esto resulta en múltiples lesiones a Randy y un tiroteo policial que detiene la fiesta.
En Myrtle Beach, Garrison y Rick pasan por una tienda MAGA, lo que provoca sentimientos de nostalgia por su etapa anterior como presidente de los Estados Unidos. Recordando su promesa a Rick, Garrison rechaza una invitación para reunirse dentro de la tienda, pero se escapa de la casa esa noche para hacerlo. A medida que continúa retomando su personalidad de presidente, esto ahuyenta a Rick.
Al dar un discurso en un mitin electoral de 2024, Garrison se dirige a Rick, que mira por televisión. Garrison dice que algunas personas no pueden estar solas, porque necesitan a alguien ante quien rendir cuentas, y que Rick es quien evitó que se destruyera a sí mismo. Un Randy abatido también escucha esto y llama a Sharon para rogarle que regrese a casa. Cuando Garrison le dice a la multitud que ama a Rick, la multitud repite esto como un canto. Esto se transforma en una turba enfurecida que asalta el Capitolio de Washington D. C., que se muestra con imágenes del ataque a dicho edificio en enero de 2021.
Sharon y Shelly regresan a casa. Randy se disculpa por acortar su viaje, pero una tranquilizadora Sharon le dice que duró más que el año pasado. Rick le da la bienvenida a Garrison con los brazos abiertos. Cuando Garrison le dice que no quiere repetir su período como presidente, sino simplemente permanecer en South Park con él, Rick dice que esperarán y verán qué sucede, antes de que la pareja se retire adentro.

## Recepción
John Schwarz de Bubbleblabber le dio al episodio un 8/10, calificándolo de «final al revés» y comentando que Parker y Stone «muestran constantemente una capacidad de meta-nivel para brindarnos una televisión entretenida que invita a la reflexión». Mientras tanto, Cathal Gunning de Screen Rant criticó el personaje de Alonzo Fineski, diciendo que el intento de parodiar a Andrew Tate «no tenía sentido" dado que la representación era «sorprendentemente halagadora», y que Randy se convirtió en el portavoz de Tate.
El episodio arrasaría con tanta popularidad que el propio Andrew Tate respondió a la inclusión del personaje en su cuenta de Twitter, afirmando que «Cuando se demuestre mi inocencia. Espero poder ayudar a crear el mejor episodio de South Park de todos los tiempos».